# پیتر بور
پیتر بور (انگلیسی: Peter Bore؛ زادهٔ ۴ نوامبر ۱۹۸۷) بازیکن فوتبال اهل بریتانیا است.
از باشگاه‌هایی که در آن بازی کرده‌است می‌توان به باشگاه فوتبال یورک سیتی، باشگاه فوتبال کینگز لین تاون، باشگاه فوتبال گیتزهد، باشگاه فوتبال لینکولن سیتی، باشگاه فوتبال گریمزبی تاون، باشگاه فوتبال بوستون یونایتد، باشگاه فوتبال اسپالدینگ یونایتد، و باشگاه فوتبال هروگیت تاون اشاره کرد.